# 893 (číslo)
Osm set devadesát tři je přirozené číslo. Římskými číslicemi se zapisuje DCCCXCIII a řeckými číslicemi ωϟγʹ. Následuje po čísle osm set devadesát dva a předchází číslu osm set devadesát čtyři.

## Matematika
893 je:
- Deficientní číslo
- Složené číslo
- Poloprvočíslo
- Nešťastné číslo

## Astronomie
- (893) Leopoldina je planetka hlavního pásu kterou objevil v roce 1918 Max Wolf
- NGC 893 je galaxie v souhvězdí Fénixe

## Ostatní
- V Japonsku je číslo 893 považováno za nešťastné, protože jeho číslice se postupně čtou stejně jako yakuza

## Roky
- 893
- 893 př. n. l.